# Teyuwasu

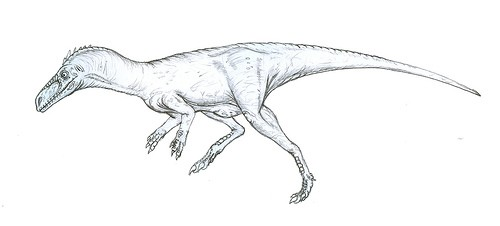
Teyuwasu

Teyuwasu barbarenai is een dinosauriër die tijdens het late Trias leefde in het gebied van het huidige Brazilië.
In 1938 benoemde Friedrich von Huene de aetosauriër Hoplitosaurus raui op grond van twee beenschubben gevonden bij Santa Maria in Rio Grande do Sul. Hij wees ook een achterpoot aan de soort toe. Omdat de geslachtsnaam bezet was door een ankylosauriër hernoemde von Huene deze in 1942 tot Hoplitosuchus. In 1999 wees Edio-Ernst Kischlat erop dat de achterpoot niets met de schubben van Hoplitosuchus te doen had en waarschijnlijk toebehoorde aan een of andere dinosauriër, vermoedelijk een lid van de Saurischia. Deze benoemde en beschreef hij in het kort als de typesoort Teyuwasu barbarenai. De geslachtsnaam is afgeleid van het Toepi te'yu, "hagedis", en wa'su, "groot". De soortaanduiding eert de Braziliaanse paleontoloog Mário Costa Barberena.
Het fossiel, holotype LMU 1933L 53-54, maakt deel uit van de collectie van de Ludwig Maximilians-Universiteit te München en is opgegraven in de Alemoa-afzetting van de Santa Mariaformatie die dateert uit het late Carnien. Het bestaat uit een dijbeen en een scheenbeen. Kischlat wees enkele andere botten, door von Huene aan Hoplitosuchus toegewezen, aan zijn Teyuwasu toe: de specimina BSPG AS XXV 56-59, bestaande uit een wervellichaam van een ruggenwervel, een stuk darmbeen, de onderkant van een zitbeen en nog een dijbeen.
Teyuwasu is een vrij klein dier, hoewel als "robuust" omschreven. De lengte is geschat op drie meter en het gewicht op twintig kilogram. Het dijbeen is 276 millimeter lang, het scheenbeen 264 millimeter. De vorm van het scheenbeen wijst erop dat het een lid van de Dinosauriformes is: het heeft namelijk een crista cnemialis en een gewonden onderste gewrichtsvlak. Het dijbeen mist echter een duidelijk plateau tussen de trochanter major en de dijbeenschacht; het ontbreken daarvan is een kenmerk dat binnen de dinosauriformen alleen bij, meer afgeleide, dinosauriërs voorkomt. Daarbij is de kop van het dijbeen naar binnen gedraaid, een dinosaurisch kenmerk. De onderkant van het scheenbeen is zo gevormd dat het het bovenste uitsteeksel van het sprongbeen van achteren omvat, opnieuw een teken dat het om een dinosauriër gaat.
De beperkte en slecht beschreven resten worden tegenwoordig meestal gezien als een nomen dubium. Mogelijke autapomorfieën zijn echter de robuuste bouw en de bultige symmetrische vierde trochanter op de achterkant van het dijbeen.
In 2019 concludeerde een studie dat het ging om een exemplaar van Staurikosaurus.